# Trichosteleum subcucullifolium
Trichosteleum subcucullifolium là một loài rêu trong họ Sematophyllaceae. Loài này được Paris & Broth. mô tả khoa học đầu tiên năm 1908.